# Cansei de Ser Sexy (альбом)
| Оценки критиков | Оценки критиков |
| Источник        | Оценка          |
| --------------- | --------------- |
| Allmusic        | [ 1 ]           |

Cansei De Ser Sexy — дебютный студийный альбом бразильской группы Cansei de Ser Sexy, выпущен в 2005 году.
Композиции «Alala» и «Off the Hook» можно услышать в Forza Motorsport 2, видеоигре к XBOX 360, а песня «Jager Yoga» включена в саундтрек игры FIFA 09, «Music Is My Hot Hot Sex» использовалась Apple Inc. в рекламе iPod.

## Список композиций (2005)
Все песни Adriano Cintra/Lovefoxxx, если не написано иначе
1. «Fuckoff Is Not the Only Thing You Have to Show» — 4:02
2. «Alala» (Adriano Cintra/Carolina Parra/Lovefoxxx) — 3:58
3. «Let's Make Love and Listen to Death from Above» — 3:31
4. «Meeting Paris Hilton» — 3:11
5. «Alcohol» — 2:49
6. «Bezzi» (Adriano Cintra/Luiza Sá/Lovefoxxx) — 3:04
7. «Off the Hook» (Adriano Cintra) — 2:40
8. «Art Bitch» — 3:09
9. «Acho Um Pouco Bom» (Adriano Cintra) — 2:58
10. «Computer Heat» — 5:03
11. «Music Is My Hot Hot Sex» — 3:07
12. «This Month, Day 10» — 3:57
13. «Superafim» (Adriano Cintra/Carlos Dias/Clara Ribeiro) — 3:43
14. «Poney Honey Money» — 2:38

## Список композиций (международная версия 2006)
В международной версии исключены некоторые треки, однако добавлены композиции с EP CSS Suxxx.
Все песни Adriano Cintra/Lovefoxxx, если не написано иначе
1. «CSS Suxxx» — 1:57
2. «Patins» (Adriano Cintra/Luiza Sá/Lovefoxxx) — 2:18
3. «Alala» (Adriano Cintra/Carolina Parra/Lovefoxxx) — 3:58
4. «Let's Make Love and Listen to Death from Above» — 3:31
5. «Art Bitch» — 3:09
6. «Fuckoff Is Not the Only Thing You Have to Show» — 4:02
7. «Meeting Paris Hilton» — 3:11
8. «Off the Hook» (Adriano Cintra) — 2:40
9. «Alcohol» — 2:49
10. «Music Is My Hot Hot Sex» — 3:07
11. «This Month, Day 10» — 3:57
12. «Bezzi» — 3:04
13. «Poney Honey Money» — 2:38

## Участники записи
- Lovefoxxx — вокал
- Луиза Са — гитара, ударные, клавишные
- Ана Резенде — гитара, клавишные, губная гармоника
- Каролина Парра — гитара, ударные
- Адриано Синтра — гитара, бас-гитара, вокал, продюсер
- Iracema Trevisan — бас-гитара
- Clara Ribeiro — вокал («Superafim»), backing vocals
- Maria Helena Zerba — клавиши («Art Bitch»)
- Shimby — вокал («Computer Heat»)
- Clayton Martin — инженер
- Rodrigo Sanches — микширование
- João Marcello Bôscoli — продюсер
- André Szajman — продюсер
- Cláudio Szajman — продюсер
- Eduarda de Souza — фотография
- Ricardo Garcia — мастреринг
- Sabrina Roistacher
- Tatiana Zanini
- Carlos Eduardo Miranda